# Кондратенко, Николай Игнатович
Никола́й Игна́тович Кондрате́нко (16 февраля 1940 года — 23 ноября 2013 года) — российский государственный и политический деятель, председатель Краснодарского крайисполкома Совета народных депутатов (1987—1990), председатель Краснодарского краевого Совета народных депутатов (август 1990—август 1991), лидер народно-патриотического движения «Отечество», член Совета Федерации (1993—2003, 2008—2013), губернатор Краснодарского края (1997—2001), депутат Государственной думы четвёртого созыва (2003—2007), первый Герой Труда Кубани (2002).

## Биография
Родился 16 февраля 1940 года в станице Пластуновская Динского района Краснодарского края в украинской казачьей семье.
Окончил Кубанский сельскохозяйственный институт (Краснодар) в 1966 году, Ростовскую высшую партийную школу, являлся кандидатом сельскохозяйственных наук.
Трудовую деятельность начал прицепщиком в колхозе. Служил в Советской Армии. С 1966 года — агроном, затем — заместитель председателя колхоза «Красная звезда».
С 1969 по 1982 год находился на партийной работе: был вторым секретарём Динского райкома КПСС, инструктором Краснодарского крайкома КПСС, первым секретарём Динского райкома КПСС. В 1982 году был назначен генеральным директором Северо-Кавказского объединения сахарной
промышленности. С 1984 по 1987 год — заведующий отделом сельского хозяйства, затем — второй секретарь Краснодарского краевого комитета КПСС. С 1987 по 1990 год — председатель исполкома Краснодарского краевого Совета народных депутатов.
В 1989 году был избран народным депутатом СССР, входил в депутатскую группу коммунистов и депутатскую группу «Союз». В 1990 году был избран народным депутатом и председателем Краснодарского краевого Совета, в августе 1991 года решением Президиума Верховного Совета РСФСР был освобождён от этой должности в связи с поддержкой попытки «государственного переворота ГКЧП»; против него было возбуждено уголовное дело по ст. 64 УК РСФСР «За измену Родине» (через год это решение было признано неправомерным и отменено).
Работал директором стеклотарного завода ПО «Краснодарстекло», генеральным директором предприятия «Резерв-табак», заместителем директора АО «Кубаньгазпром», первым заместителем генерального директора акционерного комбината «Кубань», в объединении «Краснодарглавснаб». Одновременно занимался фермерством, читал лекции в Кубанском аграрном университете. В апреле 1993 года на дополнительных выборах был избран народным депутатом РФ. В декабре 1993 года был избран в Совет Федерации, являлся членом Комитета по аграрной политике.
В декабре 1993 года Кондратенко при поддержке коммунистических, национал-патриотических и казачьих организаций избран депутатом Совета Федерации. Был членом комитета Совфеда по аграрной политике и входил в депутатское объединение «Конструктивное сотрудничество». В начале 1994 г. вместе с депутатом Госдумы С. Глотовым был одним из организаторов кубанского движения «Отечество», в состав которого вошли коммунистические и национал-патриотические партии и движения, действующие на территории края. В 1994 и 1998 гг. «Отечество» получало большинство мест в Законодательном собрании Краснодарского края.
Обладая большой популярностью среди населения (у которого сохранились самые благоприятные воспоминания о периоде его руководства краем) получил в народных массах уважительное прозвище «батька Кондрат».
В декабре 1996 года победил на выборах главы администрации Краснодарского края, получив поддержку 82 % избирателей, участвовавших в голосовании, на выборах был поддержан КПРФ, НПСР и краснодарской общественно-политической организацией «Отечество». С января 1997 года по январь 2001 года был губернатором Краснодарского края, по должности был членом Совета Федерации РФ, где являлся членом Комитета по бюджету, налоговой политике, финансовому, валютному и таможенному регулированию, банковской деятельности. В 2000 году отказался от участия в выборах.
С января 2001 года по декабрь 2003 года — представитель в Совете Федерации РФ от администрации Краснодарского края, член Комитета Совета Федерации по аграрно-продовольственной политике.
7 декабря 2003 года был избран в Государственную думу РФ четвёртого созыва по федеральному списку избирательного объединения КПРФ, был членом фракции КПРФ, членом Комитета по аграрным вопросам.
В 2005, наряду с другими российскими деятелями, подписался под письмом 5000.
С 30 января 2008 года и до смерти вновь был членом Совета Федерации, где представлял Законодательное собрание Краснодарского края.
Скончался 23 ноября 2013 года от рака желудка. Похоронен 26 ноября 2013 года на кладбище станицы Пластуновской, рядом с могилой матери, согласно завещанию.

## Награды
- Медаль «За трудовую доблесть» (1971)
- Орден «Знак Почёта» (1977)
- Орден Трудового Красного Знамени (1981)
- Орден «За заслуги перед Отечеством» IV степени (25 апреля 2000 года) — за большой вклад в социально-экономическое развитие региона и многолетний добросовестный труд[7]
- Медаль «Герой труда Кубани» (Краснодарский край)[8]
- Орден Почёта (16 февраля 2000 года, Белоруссия) — за активную деятельность по расширению экономических связей между Краснодарским краем и Республикой Беларусь и в связи с 60-летием со дня рождения[9]
- Орден «Честь и слава» 3-й степени (Абхазия, 2003)[10]

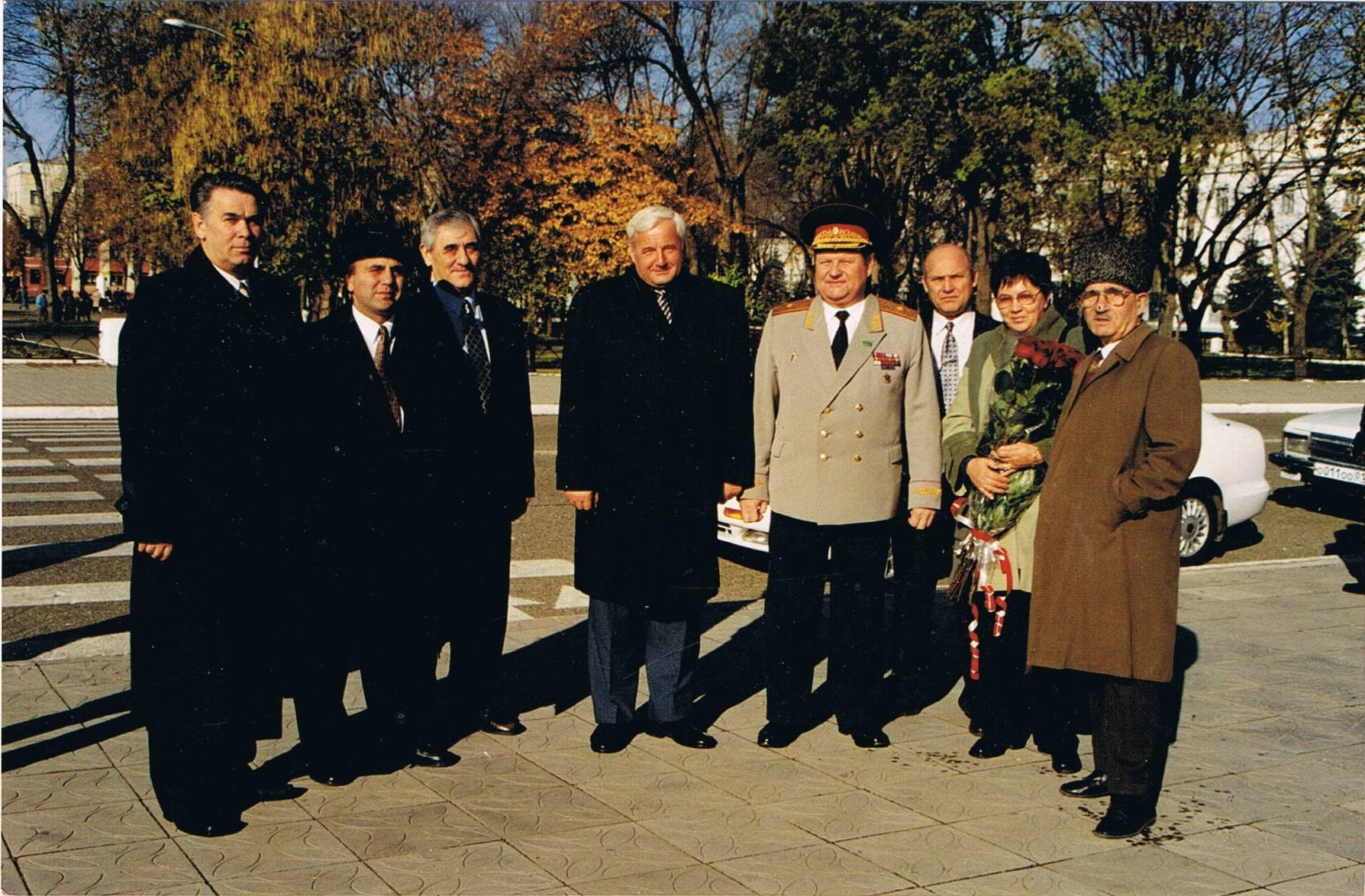
Кондратенко на 10-летии Адыгеи. Встречают гостя Панеш Р. Х., Тлеуж А. Х., Камагуров П. А., генерал Дорофеев А. А., Авдеенко Н., Шу Ш. С. Майкоп, 5 октября 2001 года

- Медаль «Слава Адыгеи»

## Семья
Имел двоих сыновей. Один из сыновей — Алексей Кондратенко по спискам партии «Единая Россия» в 2007 году избран депутатом Законодательного собрания Краснодарского края, где возглавил комитет по вопросам использования природных ресурсов и экологической безопасности. В отличие от своего отца, публичным человеком никогда не являлся, предпочитая делать карьеру в бизнесе, депутат Законодательного Собрания Краснодарского края, председатель комитета Законодательного Собрания Краснодарского края, член Совета Федерации Федерального собрания РФ от исполнительного органа государственной власти Краснодарского края.

## Взгляды и высказывания
В 1997 году именно позиция Кондратенко по вопросу территориальной принадлежности стратегического острова Тузла (в 1941 г. указом президиума Верховного совета РСФСР остров включён в состав Крымской АССР) в Керченском проливе позволила украинским властям окончательно закрепить за собой это приобретение. В своих интервью Кондратенко однозначно высказался против каких бы то ни было территориальных претензий к Украине. «Не может быть прощения за действия, которые могут привести к очередному межгосударственному конфликту, к братоубийственным войнам!» — заявил губернатор. Главное, по его словам, «чтобы там базы НАТО не было».
В 1999 году инициировал открытие в Краснодаре полпредства Ичкерии и вёл миролюбивую политику в отношениях с лидером сепаратистов А. Масхадовым.
В 2005 г. он выступал против санкций в отношении Молдавии, назвав политику властей «ударами по желудкам».

## Память
- Именем Н. И. Кондратенко названа улица в Краснодаре (бывшая улица Короткая)[17]
- В Белореченске, в 2015 году, в рамках празднования дня района и города был торжественно открыт бюст Николаю Игнатовичу Кондратенко
- 16 февраля 2015 года, на внеочередной сессии 5-го созыва Совета МО Белореченский район, депутаты единогласно присвоили школе № 30 посёлка Молодёжного Черниговского поселения имя бывшего губернатора Краснодарского края, представителя Кубани в Совете Федерации РФ, депутата Государственной Думы РФ Николая Игнатовича Кондратенко.

## Прозвище
- Неофициальный титул «батька» появился в 1996 г. в ходе избирательной кампании Кондратенко. Тогда его стали называть «батька Кондрат». Лишь позже прозвище «батька» закрепилось за А. Лукашенко[4].